# Lista över avsnitt av Mighty Morphin Power Rangers
Följande lista är över tv-serien på Fox, Mighty Morphin Power Rangers. Serien hade premiär 28 augusti 1993 och slutade 16 februari 1996.

## Mighty Morphin Alien Rangers
Detta var en miniserie som följde upp MMPR: 1996

### Fotnoter
1. ↑  ”Power Rangers” (på engelska). TV.Com. Arkiverad från originalet den 21 januari 2017. https://web.archive.org/web/20170121052116/http://www.tv.com/shows/power-rangers-1993/. Läst 25 januari 2017.